# Гомер угадал
«Homer Defined» (с англ. — «Гомер угадал») — пятый эпизод третьего сезона мультсериала «Симпсоны», вышедший в эфир 17 октября 1991 года.

## Сюжет
На электростанции Гомер ест пончики с желе. Из одного пончика желе брызгает на пульт системы безопасности и закрывает датчик температуры ядра, что в итоге вызывает аварийную ситуацию. АЭС находится на грани ядерного взрыва, и Гомер, видимо, единственный человек, который может это остановить. Но он не имеет никаких навыков, не может вспомнить что делать, и, в отчаянии, выбирает кнопку посредством считалки. Взрыв предотвращён, Спрингфилд спасён, и Гомера чествуют как героя.
Мистер Бёрнс награждает его званием «Служащий Месяца» (хотя им всегда был Смитерс), ветчиной и мемориальной доской. Даже Лиза начинает восхищаться своим отцом, как образцом для подражания, но Гомеру не по себе. Он знает (и боится, что все остальные поймут), что его «героизм» был просто везением. Гомера приглашают прочитать речь на электростанции Шелбивилля. На выступлении ситуация повторяется — станции грозит атомный взрыв. Гомер у всех на глазах при помощи считалки вновь спасает завод. Хозяин Шелбивилльской фабрики благодарит Гомера за спасение, но выражает недовольство тем, что Гомер все сделал «с помощью дурацкого стишка». Имя Гомера (глагол «to Homer» можно перевести как «гомерить») добавлено в ежегодный справочный словарь. Теперь оно означает случайную удачу, граничащую с идиотством.

## Культурные отсылки
- Случай с Гомером — намек на множество различных ядерных инцидентов, которые происходили на подобных электростанциях.
- Когда Гомер смотрит на таймер до взрыва, на нем указано 00:07. Это отсылка к фильму о Джеймсе Бонде, с Шоном Коннери, который тоже посмотрел на таймер с оставшимся временем 00:07.